# Rosa Jochmann

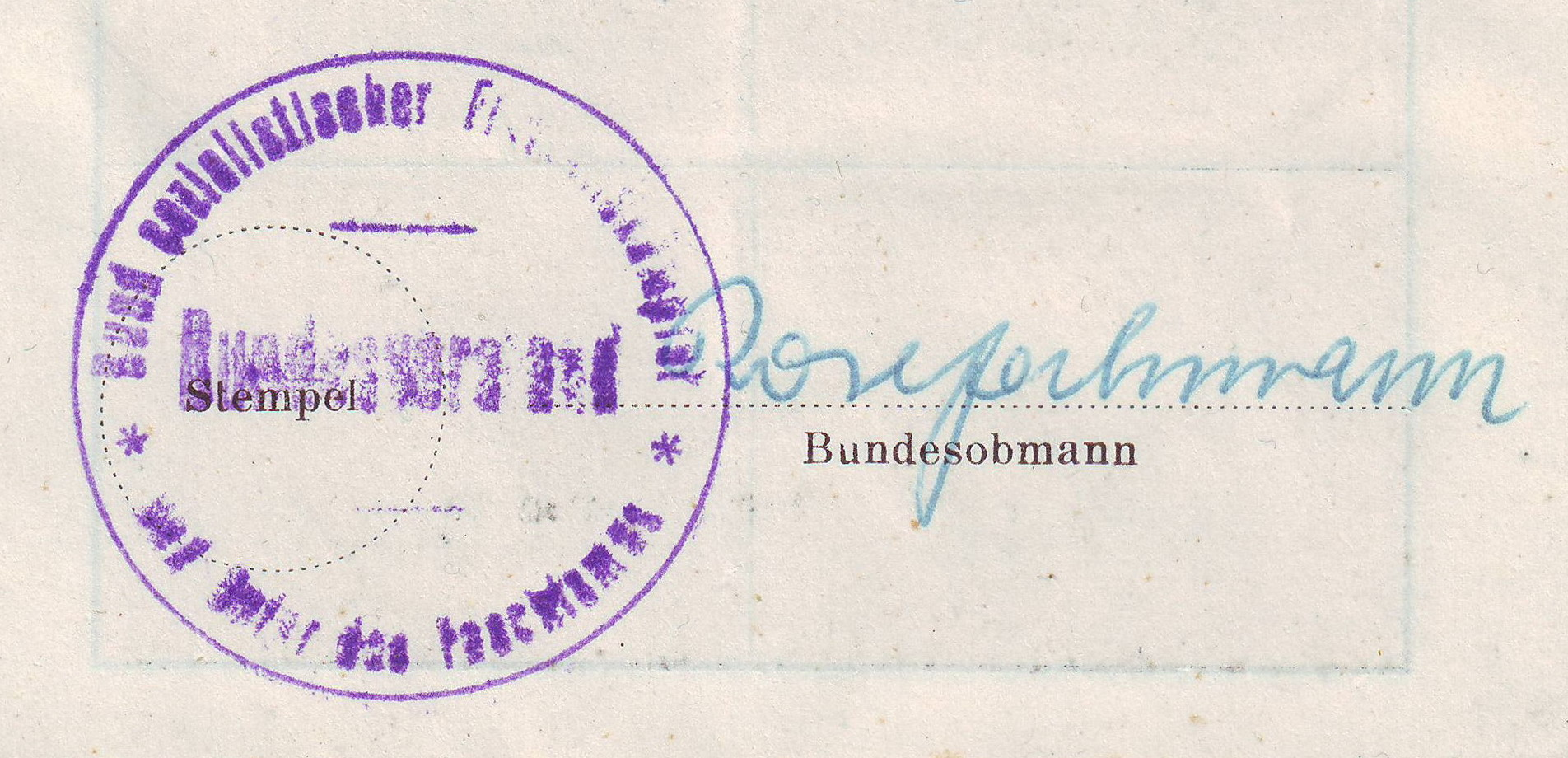
Unterschrift Rosa Jochmann, Ausschnitt aus einem Mitgliedsausweis des Bundes Sozialistischer Freiheitskämpfer und Opfer des Faschismus

Rosa Jochmann (* 19. Juli 1901 in Wien; † 28. Jänner 1994 ebenda) war eine österreichische Widerstandskämpferin und sozialdemokratische Politikerin.

## Leben und Wirken

### Kindheit und Jugend
Rosa Jochmann kam 1901 als viertes von sechs Kindern einer Wäscherin und eines Eisengießers im 20. Wiener Gemeindebezirk, Brigittenau, zur Welt. Schon bald übersiedelte die Familie in den 11. Bezirk, Simmering, wo sie in verschiedenen Miethäusern wohnte, bis sie schließlich eine Wohnung in den 1912 errichteten Krankenkassenhäusern in der Braunhubergasse bekam. Rosa besuchte fünf Klassen Volksschule und drei Klassen Bürgerschule. Mit 14 Jahren verlor sie ihre Mutter Josefine, die im Alter von 41 Jahren an „Erschöpfung“ starb. Obwohl Rosas jugendliche Berufswünsche Nonne und Lehrerin waren, musste sie nun als Fabrikarbeiterin für Geschwister und Vater sorgen.
Von 1915 bis 1916 war sie Arbeiterin in der Simmeringer Süßwarenfabrik Victor Schmidt & Söhne. 1916 war sie kriegsdienstleistungsverpflichtete Arbeiterin in der Simmeringer Kabelfabrik Ariadne. 1917 wurde sie Arbeiterin in der Kerzenfabrik Apollo (heute Unilever) und Funktionärin im Chemiearbeiterverband. Ihr Vater Karl Jochmann war Mitglied einer Gruppe mährischer Sozialdemokraten; über ihn wuchs die junge Rosa in die Sozialdemokratie hinein und nahm an Demonstrationen und Versammlungen teil. 1920 starb ihr Vater im Alter von 44 Jahren.

### Politischer Werdegang
1920 wurde Rosa Jochmann Arbeiterin und Betriebsrätin in der Simmeringer Firma Auer (Erzeugung von Gasglühstrümpfen). 1925 wurde sie Sekretärin der Gewerkschaft des chemischen Verbandes. Diese Funktion hatte sie bis 1932 inne. Als Gewerkschaftssekretärin fand sie Anschluss an die Sozialdemokratische Arbeiterpartei (SDAP).
1926 besuchte Jochmann den ersten Lehrgang der Arbeiterhochschule in Wien und gehörte zur Elitegruppe des ersten Absolventenlehrganges der Parteihochschule im Döblinger Schlössl. Danach stieg sie rasch bis zur Parteispitze auf. 1932 wurde sie Zentralsekretärin der Sozialistischen Frauen Österreichs, 1933 erfolgte ihre Wahl in den Bundesvorstand der SDAP.
Im Jahre 1934 war sie während der Februarkämpfe Stenotypistin von Radioberichten für die Rumpfparteileitung. Nach dem am 12. Februar 1934 durch die Diktaturregierung Dollfuß I verfügten Parteiverbot vertrat sie den alten Parteivorstand im Führungskomitee der (illegalen) Nachfolgeorganisation Revolutionäre Sozialisten Österreichs (RS). Unter dem Decknamen Josefine Drechsler setzte sie ihre politische Arbeit fort. Im August 1934 wurde sie in Wiener Neustadt bei einer Untergrundaktion verhaftet und anschließend zu einem Jahr Kerker und drei Monaten Polizeistrafe verurteilt.
Als Bundeskanzler Kurt Schuschnigg kurz vor dem „Anschluss“ an Deutschland zaghaft doch noch eine Versöhnung mit der Arbeiterbewegung suchte, war es Rosa Jochmann, die zum letzten Mal nach Brünn zum führenden Parteiideologen Otto Bauer reiste. Die berühmte Radio-Abschiedsrede Schuschniggs hörte sie gemeinsam mit Franz Rauscher im Palais von Elisabeth Windisch-Graetz, der Enkelin von Kaiser Franz Joseph I., die den Revolutionären Sozialisten Österreichs in der Zeit des Austrofaschismus tatkräftig zur Seite stand.

### Gestapohaft und KZ

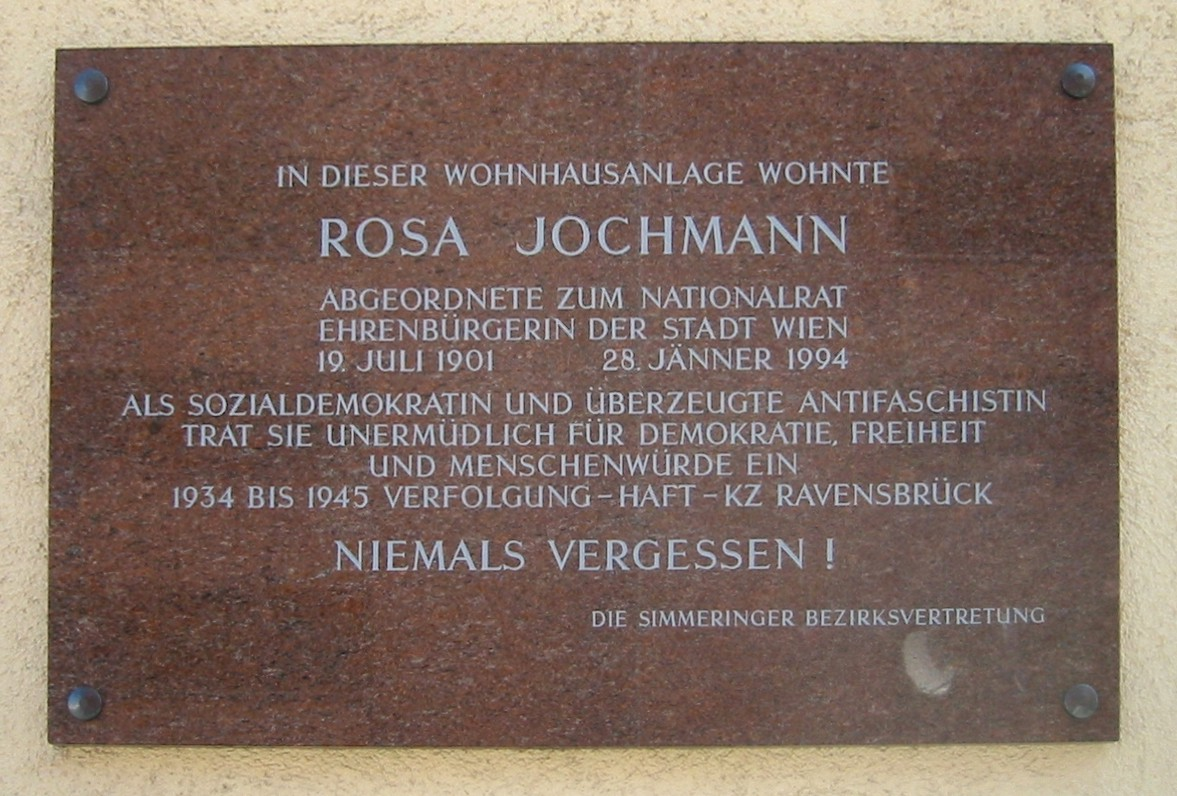
Gedenktafel an Jochmanns einstigem Wohnhaus in Simmering, Braunhubergasse 25

Im März 1938 wurde sie neuerlich verhaftet, aber bereits nach zwei Tagen wieder freigelassen. Sie verweigerte die Emigration und begann in einem jüdischen Textilgeschäft am Salzgries in der Inneren Stadt zu arbeiten.
Obwohl man ihr die Möglichkeit zur Flucht bot, blieb Rosa Jochmann in Wien, wo sie unmittelbar vor Kriegsausbruch, am 22. August 1939, verhaftet und nach monatelanger Gestapohaft im März 1940 in „Schutzhaft“ mit der Häftlingsnummer 3014 und dem Vermerk „Rückkehr unerwünscht“ ins KZ Ravensbrück deportiert wurde. Sie wurde durch Fürsprache von Käthe Leichter von der Lagerleitung zur Blockältesten bestimmt. Sie war Vermittlungsinstanz zwischen Lagerleitung und Häftlingen. In Ravensbrück verbrachte sie unter anderem eine sechsmonatige Dunkelhaft mit Essensentzug und Zwangsarbeit im Industrieblock.
Als das Lager im Frühjahr 1945 von sowjetischen Truppen befreit wurde, blieb Rosa Jochmann mit vielen anderen zur Betreuung der Kranken zurück und wartete vergeblich darauf, dass die österreichische Regierung ihre Landsleute heimholte. Schließlich machte sie sich mit ihrer Lagergefährtin Friedl Sedlacek selbst auf den Weg nach Wien, um eine Heimfahrgelegenheit zu organisieren. Ihre Wohnung in Wien fand sie ausgebombt vor. Das Angebot, in eine „arisierte“ jüdische Villa in Döbling zu ziehen, aus der die nationalsozialistischen Besitzer geflüchtet waren, lehnte sie entschieden ab und wohnte jahrelang in einem Einzelraum.

### Nach 1945

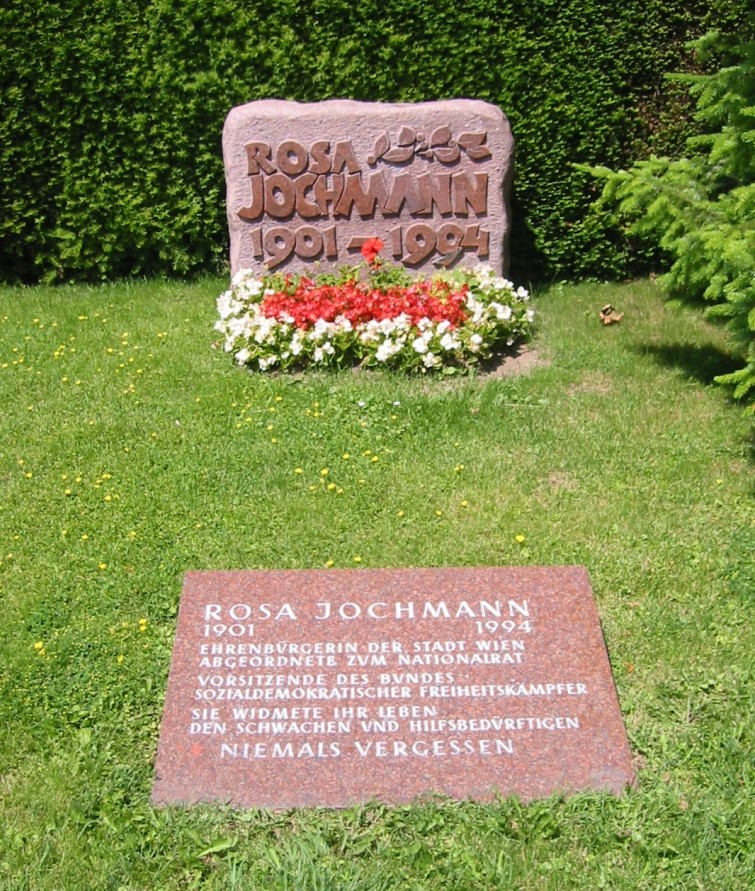
Grab von Rosa Jochmann mit Gedenkplatte

Nach der Rückkehr nahm sie sofort ihre politischen Tätigkeiten in der SPÖ wieder auf, in der sie bis 1967 Mitglied des Parteivorstandes war. Sie galt als Repräsentantin des linken Flügels in der Partei.
Vom 19. Dezember 1945 bis zum 16. Mai 1967 war sie für die SPÖ Abgeordnete zum Nationalrat (V.–XI. Gesetzgebungsperiode) und von 1956 bis 1967 Mitglied der Parteiexekutive der SPÖ und stellvertretende Vorsitzende der SPÖ. 1959 wurde sie SPÖ-Frauenvorsitzende.
1967 legte Rosa Jochmann mit einer Ausnahme ihre politischen Ämter nieder, nur ihre Funktion als Vorsitzende des Bundes sozialistischer Freiheitskämpfer (einer Vereinigung ehemaliger Revolutionärer Sozialisten Österreichs) behielt sie.
Zeitlebens war sie Warnerin vor Rechtsextremismus und Antisemitismus. Sie hielt zahllose Vorträge und vermittelte als Zeitzeugin ihre Erfahrungen und ihre Gesinnung in Schul- und Kongressbesuchen im In- und Ausland. Sie wurde mit dem Ehrenzeichen für Verdienste um die Befreiung Österreichs ausgezeichnet. Ihren letzten großen, öffentlichen Auftritt hatte sie beim Lichtermeer 1993, der größten Demonstration der Zweiten Republik, gegen das Anti-Ausländer-Volksbegehren „Österreich zuerst“ der FPÖ, wo sie als Rednerin zum letzten Mal gegen Rechtsextremismus und Antisemitismus mahnte.
Innerparteilich forderte sie (meist vergeblich) die aktive Rückholung österreichischer Exilanten. 1981 wurde sie anlässlich ihres 80. Geburtstags zur Ehrenbürgerin der Stadt Wien ernannt.
Am 28. Jänner 1994 starb Rosa Jochmann nach einem Herzanfall im Wiener Hanusch-Krankenhaus. Sie ist in einem Ehrengrab auf dem Wiener Zentralfriedhof (Gruppe 14 C, Nummer 1 A) beerdigt; Grabstein und Gedenkplatte wurden von Leopold Grausam gestaltet.
Ihr zu Ehren wurden der Rosa-Jochmann-Ring, die Rosa-Jochmann-Schule und der Rosa-Jochmann-Hof in Simmering sowie der Rosa-Jochmann-Park in der Leopoldstadt benannt. 2004 wurde sie bei einer Leserumfrage der Wiener Tageszeitung Kurier in die Liste der 50 wichtigsten Österreicher der letzten 50 Jahre gewählt. Seit 2015 wird die Rosa-Jochmann-Plakette verliehen.